# Chris von Saltza
Susan Christina von Saltza, po mężu Olmstead (ur. 3 stycznia 1944 w San Francisco) – amerykańska pływaczka. Wielokrotna medalistka olimpijska z Rzymu.
Specjalizowała się w stylu dowolnym. W Rzymie zdobyła trzy złote medale (w tym na 400 metrów kraulem). Miała wówczas 16 lat. W 1960 pobiła rekord świata na dystansie 400 m kraulem. Studiowała na Uniwersytecie Stanforda.

## Starty olimpijskie
Rzym 1960
- 400 m kraulem, 4 × 100 m kraulem, 4 × 100 m stylem zmiennym - złoto
- 100 m kraulem - srebro